# Роберт Павлічек
Роберт Павлічек (нім. Robert Pavlicek, 31 травня 1912 — 22 січня 1982) — австрійський футболіст, що грав на позиції захисника. Відомий виступами, зокрема, у складі клубу «Адміра», а також національної збірної Австрії. Триразовий чемпіон Австрії, Дворазовий володар кубка Австрії. Учасник чемпіонату світу 1934.
Павлічек розпочав кар'єру в клубі «Норд Відень 1912», а згодом перейшов до «Адміри». Виграв два «дублі» (чемпіонати і кубки) з «Адмірою» у 1932 та 1934 роках. Також виступав у Кубку Мітропи, де змагався з провідними клубами Центральної Європи. Після виступів у Франції, повернувся до Австрії та продовжив грати до 1947 року.

## Клубна кар'єра
Розпочинав кар'єру у клубі «Норд Відень 1912». До «Адміри» перейшов у сезоні 1931–1932 і на найближчі п'ять років став основним захисником клубу, витіснивши зі складу гравця збірної Карла Солдатича. Партнером Роберта по лінії захисту клубу чотири роки був Антон Янда, а в п'ятому сезоні Отто Марішка.
В 1932 році здобув з «Адмірою» «дубль» — перемогу і в чемпіонаті країни, і в кубку. В національній першості клуб на 2 очка випередив «Вієнну». У кубку у фіналі був переможений «Вінер АК» з рахунком 6:1. Виступав також у кубку Мітропи 1932, де «Адміра» поступилась за сумою двох матчів чеській «Славії» (0:3, 1:0).
У 1934 році разом з командою здобув ще один дубль. У чемпіонаті Австрії «Адміра» на два очка випередила «Рапід». Ці ж команди зійшлися у фіналі національного кубку, у якому клуб Павлічека здобув розгромну перемогу з рахунком 8:0.
Того ж 1934 року «Адміра» дісталась фіналу кубка Мітропи. У першому раунді клуб переміг «Наполі». Два матчі завершились внічию — 0:0 і 2:2, а переграванні австрійська команда перемогла 5:0 з голом Павлічека з пенальті на 56-й хвилині. У чвертьфіналі перемогли празьку «Спарту» (4:0, 2:3), у півфіналі туринський «Ювентус» (3:1, 1:2). У фіналі «Адміра» зустрілась ці ще одним італійським клубом — «Болоньєю». У першому матчі команді вдалося переломити гру і здобути перемогу з рахунком 3:2. У матчі-відповіді «Адміра» поступилась з рахунком 1:5. Павлічек зіграв в усіх матчах турніру.
У сезоні 1934/35 «Адміра» стала другою у чемпіонаті, а кубку Мітропи вилетіла від угорської «Хунгарії» (3:2, 1:7). У 1936 році команда випередила найближчого переслідувача Вієнну на 5 очок. У кубку Мітропи 1936 клуб несподівано програв у першому раунді чеського клубу «Простейов» з рахунком 0:4. Цей матч став останнім офіційним для Павлічека у клубі. Наступний сезон він провів у «Ексельсіорі» з міста Рубе, що виступав у вищому дивізіоні чемпіонату Франції. Разом з Робертом у «Ексельсіорі» грав також австрійський нападник Гайнріх Гілтль.
Після двох років у Франції Павлічек повернувся на батьківщину у клуб «Норд Відень 1912», що виступав у нижчих дивізіонах. У 1942 році перейшов у команду «Вінер АК», де грав разом з колишніми партнерами з «Адміри» Леопольдом Фоглем і Карлом Штойбером. У 1943 році став з командою срібним призером Гауліги Остмарк (так називався чемпіонат Австрії в межах німецького футбольного чемпіонату), а також бронзовим призером у 1944 році. Грав за «Вінер» до 1947 року.

## Виступи за збірну
У складі збірної Австрії дебютував у 1933 році поєдинку зі збірною Чехословаччини (3:3). Грав у захисті в парі з Карлом Сестою. У період з 1933 по 1935 рік зіграв у збірній 6 матчів. Грав у чотирьох матчах Центральноєвропейського кубка 1933–1935 років, у якому австрійська збірна посіла друге місце.
Також виступав у складі збірної Відня, зокрема у 1932 році був учасником матчу проти збірної Будапешту (6:0), а у 1933 році зі збірною Праги (0:2).

## Досягнення
- Чемпіон Австрії (3): 1932, 1934, 1936
- Володар кубка Австрії (2): 1932, 1934
- Фіналіст кубка Мітропи (1): 1934

## Статистика

### Статистика клубних виступів
| Клуб            | Сезон   | Ліга  | Ліга | Кубок | Кубок | Кубок Мітропи | Кубок Мітропи | Всього | Всього |
| Клуб            | Сезон   | Матчі | Голи | Матчі | Голи  | Матчі         | Голи          | Матчі  | Голи   |
| --------------- | ------- | ----- | ---- | ----- | ----- | ------------- | ------------- | ------ | ------ |
| Адміра (Відень) | 1931/32 | 22    | 0    | 5     | 0     | -             | -             | 27     | 0      |
| Адміра (Відень) | 1932/33 | 21    | 0    | 1     | 0     | 2             | 0             | 19     | 17     |
| Адміра (Відень) | 1933/34 | 22    | 2    | 5     | 0     | -             | -             | 26     | 9      |
| Адміра (Відень) | 1934/35 | 22    | 0    | 2     | 0     | 9             | 1             | 31     | 16     |
| Адміра (Відень) | 1935/36 | 15    | 0    | 2     | 0     | 2             | 0             | 1      | 0      |
| Адміра (Відень) | 1936/37 | 0     | 0    | 0     | 0     | 1             | 0             | 1      | 0      |
| Адміра (Відень) | Всього  | 102   | 2    | 15    | 0     | 14            | 1             | 131    | 3      |

### Статистика виступів за збірну
| Дата       | Місто    | Господарі      | Результат | Гості     | Турнір                             | Голи | Примітки |
| ---------- | -------- | -------------- | --------- | --------- | ---------------------------------- | ---- | -------- |
| 17/09/1933 | Прага    | Чехословаччина | 3 – 3     | Австрія   | товариський матч                   | -    |          |
| 07/10/1934 | Будапешт | Угорщина       | 2 – 2     | Австрія   | Кубок Центральної Європи 1933—1935 | -    |          |
| 11/11/1934 | Відень   | Австрія        | 3 – 0     | Швейцарія | Кубок Центральної Європи 1933—1935 | -    |          |
| 24/03/1935 | Відень   | Австрія        | 0 – 2     | Італія    | Кубок Центральної Європи 1933—1935 | -    |          |
| 12/05/1935 | Будапешт | Угорщина       | 6 – 3     | Австрія   | Кубок Центральної Європи 1933—1935 | -    |          |
| 6/10/1935  | Відень   | Австрія        | 4 – 4     | Угорщина  | Кубок Центральної Європи 1933—1935 | -    |          |
| Усього     |          | Матчів         | 6         |           | Голів                              | 0    |          |

### Статистика виступів у кубку Мітропи
| №                      | Розіграш               | Стадія                 | Дата та місце проведення | Команда 1              | Рахунок | Команда             | Голи       |
| ---------------------- | ---------------------- | ---------------------- | ------------------------ | ---------------------- | ------- | ------------------- | ---------- |
| 1                      | 1932                   | 1/4                    | 18.06.1932 Прага         | Славія (Прага)         | 3:0     | Адміра (Відень)     |            |
| 2                      | 1932                   | 1/4                    | 26.06.1932 Відень        | Адміра (Відень)        | 1:0     | Славія (Прага)      |            |
| 3                      | 1934                   | 1/8                    | 17.06.1934 Відень        | Адміра (Відень)        | 0:0     | Наполі              |            |
| 4                      | 1934                   | 1/8                    | 24.06.1934 Неаполь       | Наполі                 | 2:2     | Адміра (Відень)     |            |
| 5                      | 1934                   | 1/8 перегр.            | 1.07.1934 Цюрих          | Адміра (Відень)        | 5:0     | Наполі              | 54' (пен.) |
| 6                      | 1934                   | 1/4                    | 18.07.1934 Відень        | Адміра (Відень)        | 4:0     | Спарта (Прага)      |            |
| 7                      | 1934                   | 1/4                    | 22.07.1934 Прага         | Спарта (Прага)         | 3:2     | Адміра (Відень)     |            |
| 8                      | 1934                   | 1/2                    | 25.07.1934 Відень        | Адміра (Відень)        | 3:1     | Ювентус (Турин)     |            |
| 9                      | 1934                   | 1/2                    | 29.07.1934 Турин         | Ювентус (Турин)        | 2:1     | Адміра (Відень)     |            |
| 10                     | 1934                   | Фінал                  | 5.09.1934 Відень         | Адміра (Відень)        | 3:2     | Болонья             |            |
| 11                     | 1934                   | Фінал                  | 9.09.1934 Болонья        | Болонья                | 5:1     | Адміра (Відень)     |            |
| 12                     | 1935                   | 1/8                    | 16.06.1935 Відень        | Адміра (Відень)        | 3:2     | Хунгарія (Будапешт) |            |
| 13                     | 1935                   | 1/8                    | 23.06.1935 Будапешт      | Хунгарія (Будапешт)    | 7:1     | Адміра (Відень)     |            |
| 14                     | 1936                   | 1/8                    | 21.06.1936 Відень        | Адміра (Відень)        | 0:4     | Простейов           |            |
| Всього у кубку Мітропи | Всього у кубку Мітропи | Всього у кубку Мітропи | Всього у кубку Мітропи   | Всього у кубку Мітропи | 14      |                     | 1          |